# Cadeia de Markarian
Cadeia de Markarian é um grupo de galáxias que faz parte do Aglomerado de Virgem. É chamado de "cadeia", porque, quando vistas da Terra, as galáxias se encontram ao longo de uma linha suavemente curva. Foi nomeada em homenagem ao astrofísico armênio B. E. Markarian, que a descobriu em meados dos anos 1970. Membros incluem galáxias M84 (NGC 4374), M86(NGC 4406), NGC 4477, NGC 4473, NGC 4461, NGC 4458, NGC 4438 e NGC 4435. Ele está situado na AR 12h 27m declinação +13° 10'.
Pelo menos sete galáxias na cadeia parecem se mover de forma coerente, embora outras pareçam estar  sobrepostas por acaso.[1].

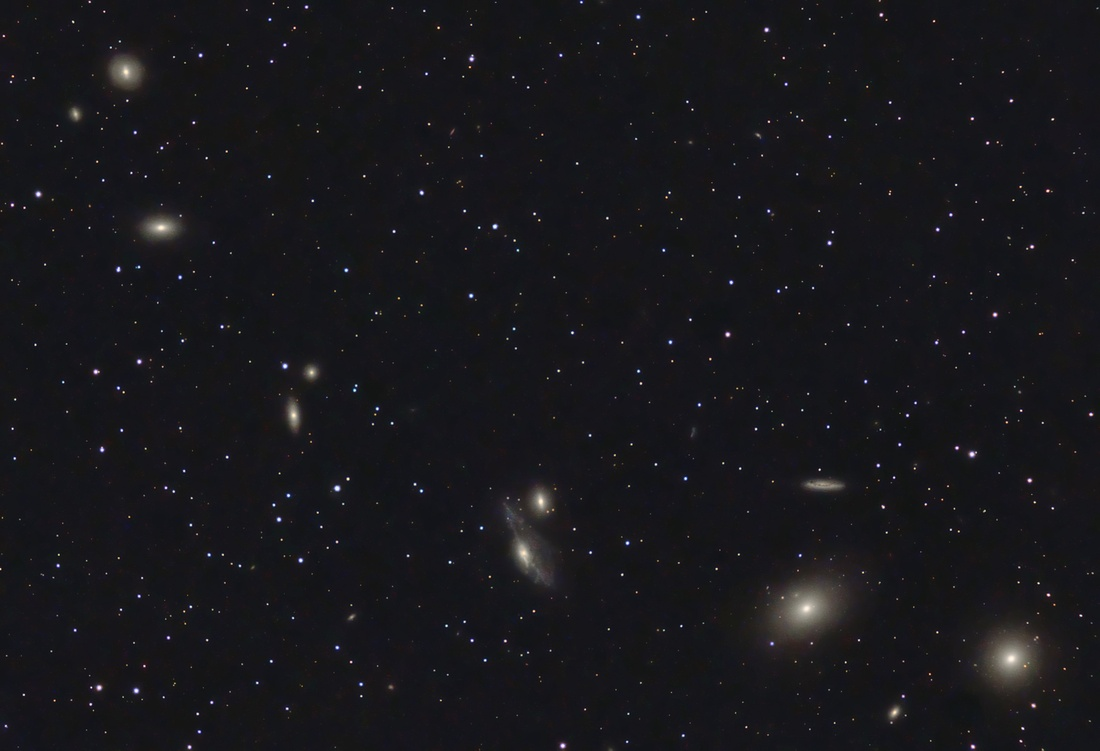
Cadeia de Markarian em um telescopio amador